# L'Effort libre
L'Effort libre est une revue française créée en 1910 par Jean-Richard Bloch.

## Histoire
Éphémère revue, succédant à L'Effort en mars 1912, elle n'est publiée que de 1910 à 1914. Elle demeure pourtant un organe important de l'histoire intellectuelle du socialisme, Jean-Richard Bloch y affirmant vouloir créer la revue de la civilisation révolutionnaire.
Contrairement à L'Effort qui est bimensuel, elle devient mensuelle à partir de février 1912, un mois avant de prendre son nouveau nom. 
De nombreux auteurs participèrent à la publication tels que : Charles-Albert, René Arcos, Henry Bataille, Simone Bodève, Georges Chennevière, Fernand Divoire, Fiodor Dostoïevski, Georges Duhamel, Paul Fort, Marguerite Gillot, Pierre Hamp, Pierre-Jean Jouve, Valery Larbaud, Philéas Lebesgue, Camille Lemonnier, Georges Lote, Roger Martin du Gard, Romain Rolland, Jules Romains, André Spire, Charles Vildrac, Walt Whitman ou encore William Butler Yeats.
La revue paraît vingt fois par an, d'octobre à juillet, par cahiers d'environ 32 pages in-16 Jésus. Son comité de rédaction était composé de Charles Albert, Léon Bazalgette, Jean-Richard Bloch, Henri Hertz, Marcel Martinet, Louis Nazzi, André Spire, Gaston Thiesson et Charles Vildrac, et son adresse d'administration était au 15 rue du Parc-Montsouris à Paris.